# رکین (درگزین)
رکین، روستایی در دهستان درگزین علیا بخش شاهنجرین شهرستان درگزین در استان همدان ایران است.. آب آن از قنات. محصول عمده آنجا غلات و حبوب وانگور و صیفی. صنایع دستی زنان آنجا قالیبافی. راه آن اتومبیلرو است. ( از فرهنگ جغرافیایی ایران ج 5 ).

## جمعیت
بر پایه سرشماری عمومی نفوس و مسکن در سال ۱۳۹۵، جمعیت این روستا برابر با ۱۵۵ نفر (۴۸ خانوار) بوده‌است.